# Fercredit
Fercredit S.p.A. è un'azienda partecipata al 100% da Ferrovie dello Stato Italiane.
La società è stata costituita nel 1992 con l'intento di dotare il gruppo FS di una azienda che potesse fornire servizi finanziari di diverso genere.
Fercredit opera prevalentemente all'interno del gruppo e la sua attività si esplica in tre differenti settori:
- Acquisizione di beni sia mobili che immobili per la cessione in leasing alle altre società del gruppo.
- Servizi di factoring per conto delle società del gruppo, in particolare con l'anticipazione dei crediti commerciali da queste vantati verso i clienti, e per conto dei fornitori del gruppo, anticipandone i crediti nei confronti delle società che ne fanno parte.
- Concessione di prestiti personali ai dipendenti del gruppo, anche con il metodo della cessione del quinto dello stipendio.

## Dati legali ed iscrizioni
Denominazione: Fercredit S.p.A.
Sede legale: Via Nomentana 4 – 00161 – Roma
Codice Fiscale e Partita IVA: 04419411006

## Dati economici e finanziari
Al 31 dicembre 2015 l'operatività della società consisteva in:
- circa 200 rapporti di factoring operativi, con un turnover di 2.313 milioni di euro e cessioni di crediti futuri in portafoglio per 2.686 milioni di euro;
- 237 contratti di leasing e finanziamento finalizzato globalmente in essere a fine esercizio, per un investimento lordo iniziale di complessivi 67 milioni di euro;
- 1.407 finanziamenti complessivamente erogati ai dipendenti delle società del Gruppo, per un importo totale di 15,3 milioni di euro.

Dal bilancio al 31 dicembre 2015 la società ha un capitale investito di 837,8 milioni di euro, un patrimonio netto di circa 95,5 milioni ed ha chiuso l'esercizio con un utile netto di 11,8 milioni, grazie a 5,3 milioni di euro di ricavi per commissioni attive ed un margine di interesse di 18,6 milioni.